# La entrega (película de 1954)
La entrega es una película mexicana estrenada el 19 de agosto de 1954. Con guion adaptado de Tito Davison,  dirigida por Julián Soler y protagonizada por Arturo de Córdova y Marga López. 

## Sinopsis
Trabajando arduamente, el español Alejandro Gómez (Arturo de Córdova) se ha hecho rico y poderoso. En cambio, el banquero Don Victorino Yáñez (Andrés Soler), que negó tiempo atrás un préstamo al entonces pobre Alejandro. Victorino está casado con Ana (Andrea Palma), que se pasa la vida tocando el piano y son padres de la orgullosa Julia (Marga López), novia de Enrique Régules (Tito Novaro). Julia se ve obligada a casarse con Alejandro para salvar la situación económica de la familia. A pesar de la brutal franqueza de su marido, Julia va sintiéndose enamorada de él, y trata en vano de darle celos con el Lic. Héctor (Enrique Rambal), quien la galantea. Julia enferma de los nervios; le molesta que Alejandro no la ame novelescamente como ella desea.

## Reparto
- Arturo de Córdova - Alejandro Gómez
- Marga López - Julia Yáñez
- Enrique Rambal - Lic. Héctor Molina
- Andrea Palma - Doña Ana
- Andrés Soler - Don Victorino Yáñez
- Tito Novaro - Enrique
- Lupe Carriles - Eulalia
- Arturo Soto Rangel - Doctor Silva
- Miguel Manzano - Doctor Céspedes
- Carlos Martínez Baena - José
- Juan Orraca - Sr. Cruz, arquitecto
- Georgina Barragán	- Alicia
- Ada Carrasco - Amiga de Alicia
- Rosario Gálvez - amiga de Alicia

## Premios recibidos
- Premio Ariel (1954) a la mejor actriz: Marga López.